# D-treo-aldosio 1-deidrogenasi
La D-treo-aldosio 1-deidrogenasi è un enzima appartenente alla classe delle ossidoreduttasi, che catalizza la seguente reazione:
a D-treo-aldosio + NAD+ ⇄ a D-treo-aldono-1,5-lattone + NADH + H+
L'enzima agisce anche su L-fucosio, D-arabinosio e L-xilosio; l'enzima presente negli animali può agire anche su L-arabinosio, e l'enzima di Pseudomonas caryophylli su L-glucosio.